# Метеорная радиосвязь
Метео́рная радиосвя́зь — вид радиосвязи, использующий отражение радиосигнала от ионизированных следов метеоров, сгорающих в атмосфере Земли. Обычно используемый частотный диапазон — от 20 МГц до 500 МГц, дальность связи до 2250 км.

## Физический механизм

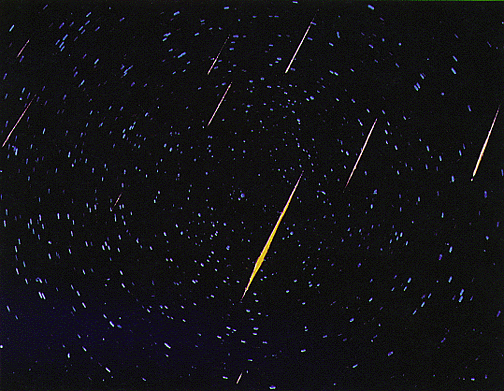
Метеорный поток Леониды. 1966 год

Метеоры - это межпланетная пыль, сгораящая в атмосфере Земли на высотах 70-120 км. Они образуют следы ионизированного газа, достаточно хорошо отражающие радиоволны. Такой след существует от долей до нескольких секунд, что определяется размером сгорающей частицы. Плотность следов значительно увеличивается во время регулярных метеорных потоков. На существование механизмов рассеяния от метеорных следов в ионосфере (МР) указывали исследования английского учёного Т. Л. Эккерслея, выполненные ещё в 1929 году. В отличие от радиосвязи на ВЧ, связь с помощью МР (рассеяния от метеорных следов), как и связь с помощью ИР (рассеяния радиоволн на неоднородностях ионосферы), слабо подвержена влиянию ионосферных возмущений и позволяет создать линии большой протяжённости с относительно высокой надёжностью связи в течение всего года. Однако на практике метеорная радиосвязь не очень устойчива из-за нестабильности метеорных потоков.

## Использование
В 1950-х годах создаются первые линии метеорной связи в Канаде, США и других странах. Первая система метеорной радиосвязи «Джанет» (англ. JANET) была создана в 1952 году агентством оборонных исследований и развития Канады и работала в диапазоне частот 30-50 МГц на трассе протяжённостью около 1000 км, имела передатчики мощностью в 500 вт, разнос между частотами передачи и приёма составлял 1 МГц, средняя скорость передачи информации была примерно равна 150 бит/с, максимальная скорость составляла 300 бит/с. Проект был закрыт около 1960 г. В 1965 году была создана система «COMET» (Communication by Meteor Trails), для связи штабов НАТО в Нидерландах, Франции, Италии, ФРГ, Великобритании, Норвегии. Скорость передачи сигнала по метеорному каналу зависела от плотности метеорных следов и составляла 115—310 бит в секунду. В конце 60-х годов в СССР также были созданы (под руководством А. А. Магазаника) две линии метеорной связи: Норильск — Красноярск и Салехард — Тюмень, которые находились в эксплуатации около десяти лет. Проблемная радиоастрономическая лаборатория ПРАЛ Казанского университета (основана в 1957 г., научные руководители Проф. Костылев К. В. — основатель лаборатории, проф. Сидоров В. В.) активно занималась исследованием метеоров радиофизическими методами, и сейчас продолжается работа в казанском университете. С появлением спутниковой связи метеорная радиосвязь уменьшила значение. В настоящее время используется в основном в научных целях и любительской радиосвязи. Некоторое количество специализированных радиосетей и в настоящее время используют метеорную радиосвязь: так, в западной части США действует сеть автоматических метеостанций SNOTEL (около 500 автономных станций), связанных с главными центрами обработки данных в штатах Айдахо и Юта. Аналогичная сеть существует на Аляске.
Спутниковые системы связи достаточно уязвимы, поскольку спутники можно сбить, отключить, заблокировать. Что же касается метеорных систем, считается[кем?], что они смогут «пережить» даже ядерный взрыв. Метеорные частицы будут лететь на Землю всегда, им невозможно помешать, это значит, что метеорные радиоканалы будут существовать в любом случае.
Кроме того, метеорная связь очень нужна в полярных районах. Там работу спутников блокируют возмущения атмосферы, которые происходят под воздействием магнитных аномалий, таких, как Северное сияние и авроры. США и Китай сегодня очень заинтересованы в том, чтобы создать надежные системы радиосвязи и навигации, которые бесперебойно работали бы в полярных районах. К этим районам сейчас интерес огромен, продиктован он тем, что там обнаружены огромные запасы нефти.
В семидесятые годы Сидоровым Олегом, Сидоровым Егором и Тимофеем Полыгой начаты работы по разработке методов и технических средств независимой высокоточной синхронизации шкал времени в радиотехнических системах с разнесенными позициями на основе использования методов и средств метеорной радиосвязи, были достигнуты точности синхронизации шкал времени до 10 нс., а аппаратурные комплексы доведены до промышленной реализации (Г. С. Кардоник, Л. А. Эпиктетов, Р. Р. Мерзакреев и др.). В Советском Союзе существовали две мощные группы, которые занимались метеорными проблемами и построением метеорных радиосистем. Одна из них — в Казанском университете, другая — в Харькове. Сегодня[когда?] уникальные разработки казанских ученых позволяют создать систему синхронизации пунктов связи с наносекундной точностью.
Современные высокоточные спутниковые системы навигации и радионавигации -GPS, ГЛОНАСС работают с точностью 30, в лучшем случае 5 наносекунд. Ученые Казанского университета в тесном сотрудничестве с научно-производственными комплексами Москвы и Петербурга еще в 1980-е годы создали системы, позволяющие обеспечивать синхронизацию шкал времени до единиц наносекунд..
Разработками, которыми занимаются сейчас Амир Сулимов, профессор кафедры радиофизики Аркадий Карпов и ассистент кафедры радиофизики Ирина Лапшина, раньше занималась Проблемная радиоастрономическая лаборатория (ПРАЛ), созданная в 1957 году при кафедре радиофизики. Руководил ею профессор Владимир Сидоров, последним учеником которого является Амир Сулимов. В лаборатории в советское время было около 50 сотрудников. В 70-90-е годы ими были разработаны уникальные комплексы, регистрирующие метеорные частицы. Благодаря исследованиям, которые велись в ПРАЛ, обшивка космической станции «Мир» была облегчена, поскольку ученые доказали, что метеорная опасность преувеличена.
.